# Romney
Pasma romney ovac izvira iz Anglije. Pasma je bila priznana leta 1800 in spada med dolgodlake pasme. Je ekonomsko zelo pomembna, gojijo predvsem zaradi mesa in volne. Trenutno je najbolj razširjena na Novi Zelandiji.

## Opis
Ovce romney so poraščene z dolgo, belo dlako po celem telesu, tudi po nogah. Neporaščen je le obraz. Glava je malo bolj širše oblike, nimajo rogov. Kopita in nosovi so črne barve, obraz naj bi bil svetle barve, koža pa rahlo rožnata. Ovce zrastejo do 85 kg, ovni pa tudi do 110 kg. Romney ovce so znane kot zelo trpežna pasma, saj lahko preživijo v težkih klimatskih in reliefnih razmerah. So pa tudi zelo plodne, saj imajo v povprečju 1,7 jagnjet na leglo.

## Ekonomska pomembnost
Volna ima debelejša in težja vlakna kot npr. merino. Volna in meso te pasme sta ekonomsko zelo pomembna zlasti na Novi Zelandiji, ki je največja izvoznica ovčjega mesa na svetu. Le to predstavlja polovico od njenega 4,5 milijard NZ$ vrednega celotnega izvoza mesa.

## Mutacija gena BMP15
Na kromosomu X se pri tej pasmi pojavlja mutacija na genu BMP15. Alel FecXi, poimenovan tudi »inverdale«, pri heterozigotih (FecXi/FecX+) povzroča povečano stopnjo ovulacije, s tem pa povečano število rojstvo dvojčkov in trojčkov. Vendar pa se pri homozigotih (FecXi/FecXi) pojavijo okvare ovarijev oziroma neplodnost. Takšnemu izražanju alelov, pri katerih ima heterozigot neko fenotipsko lastnost bolje izraženo kot oba homozigota, pravimo tudi naddominanca.